# Liga 2 Indonezia 2024-2025
Liga 2 Indonezia 2024-2025 (cunoscută sub numele de Pegadaian Liga 2 2024-2025 din motive de sponsorizare) este cea de-a 15-a ediție a Ligii 2 ca a doua divizie de fotbal din Indonezia. Sezonul se desfășoară în perioada 7 septembrie 2024 - 23 februarie 2025.

## Echipe
În ligă vor concura 26 de echipe – cele șaptesprezece echipe din sezonul precedent, trei echipe retrogradate din Liga 1 și șase echipe promovate din Liga 3.

### Schimbări de echipe
| Promovate din Liga 3 - Adhyaksa (prima participare) - Dejan (prima participare) - Persibo (prima participare) - Persikas (prima participare) - Persikota (prima participare) - Persiku (prima participare) Retrogradate din Liga 1 - Persikabo 1973 (prima participare) - Bhayangkara Presisi (prima participare) - RANS Nusantara (după 2 ani de absență) | Retrogradate în Liga 3 - Kalteng Putra (după 4 ani de participare) - Perserang (după 7 ani de participare) - Persiba (după 6 ani de participare) - Persikab (după 2 ani de participare) - PSCS (după 5 ani de participare) - PSDS (după 2 ani de participare) - Sada Sumut (după 2 ani de participare) - Sulut United (după 5 ani de participare) Promovate în Liga 1 - PSBS (după 7 ani de participare) - Semen Padang (după 5 ani de participare) - Malut United (după 2 ani de participare) |

### Informații despre echipă
| Echipă              | Locație    | Stadion              | Capacitate |
| ------------------- | ---------- | -------------------- | ---------- |
| Adhyaksa            | Tangerang  | Sriwedari            | 12.000     |
| Bekasi City         | Bekasi     | Patriot Candrabhaga  | 30.000     |
| Bhayangkara Presisi | Jakarta    | Tri Sanja            | 10.000     |
| Dejan               | Depok      | Kera Sakti           | 500        |
| Deltras             | Sidoarjo   | Gelora Delta         | 35.000     |
| Gresik United       | Gresik     | Gelora Joko Samudro  | 40.000     |
| Nusantara United    | Salatiga   | Kebogiro             | 30.000     |
| Persekat            | Tegal      | Tri Sanja            | 10.000     |
| Persela             | Lamongan   | Surajaya             | 16.000     |
| Persewar            | Waropen    | Mandala              | 30.000     |
| Persibo             | Bojonegoro | Letjen Haji Sudirman | 15.000     |
| Persijap            | Jepara     | Gelora Bumi Kartini  | 20.000     |
| Persikabo 1973      | Bogor      | Pakansari            | 30.000     |
| Persikas            | Subang     | Persikas             | 5.000      |
| Persikota           | Tangerang  | Benteng Reborn       | 7.500      |
| Persiku             | Kudus      | Wergu Wetan          | 15.000     |
| Persipa             | Pati       | Joyokusumo           | 10.000     |
| Persipal            | Palu       | Gawalise             | 20.000     |
| Persipura           | Jayapura   | Mandala              | 30.000     |
| Persiraja           | Banda Aceh | Harapan Bangsa       | 45.000     |
| PSIM                | Yogyakarta | Mandala Krida        | 35.000     |
| PSKC                | Cimahi     | Jalak Harupat        | 27.000     |
| PSMS                | Medan      | Teladan              | 20.000     |
| PSPS                | Pekanbaru  | Kaharudin Nasution   | 30.000     |
| RANS Nusantara      | Pasuruan   | Untung Suropati      | 5.000      |
| Sriwijaya           | Palembang  | Gelora Sriwijaya     | 23.000     |

## Runda obisnuita
Cele 26 de echipe au fost împărțite în trei grupe de opt și nouă echipe în funcție de locația geografică. Cele opt echipe clasate în primele două și trei se califică în turul campionatului, în timp ce restul de 18 echipe se califică în turul retrogradării.

### Grupul de Vest

#### Clasament
| Loc | Echipă            | Pct. | MJ | V | E | Î | GM | GP | DG  | Calificare                 |
| --- | ----------------- | ---- | -- | - | - | - | -- | -- | --- | -------------------------- |
| 1.  | Persikota         | 13   | 7  | 4 | 1 | 2 | 12 | 10 | +2  | Calificare în Campionat    |
| 2.  | Bekasi City       | 11   | 6  | 3 | 2 | 1 | 5  | 2  | +3  | Calificare în Campionat    |
| 3.  | PSPS              | 11   | 6  | 3 | 2 | 1 | 12 | 7  | +5  | Calificare în Campionat    |
| 4.  | Persiraja         | 10   | 6  | 3 | 1 | 2 | 9  | 6  | +3  | Calificare în Retrogradare |
| 5.  | PSMS              | 9    | 6  | 2 | 3 | 1 | 7  | 4  | +3  | Calificare în Retrogradare |
| 6.  | Dejan Fotbal Club | 7    | 6  | 2 | 1 | 3 | 7  | 12 | −5  | Calificare în Retrogradare |
| 7.  | PSKC              | 7    | 6  | 2 | 1 | 3 | 3  | 6  | −3  | Calificare în Retrogradare |
| 8.  | Sriwijaya         | 6    | 6  | 1 | 3 | 2 | 6  | 4  | +2  | Calificare în Retrogradare |
| 9.  | Persikabo 1973    | 3    | 7  | 1 | 0 | 6 | 11 | 21 | −10 | Calificare în Retrogradare |

#### Rezultate
| Oaspeți ► Gazde ▼                          | FBC | DJN | PBO | TNG | PRJ | PKC | MDN | PKU | SFC |
| ------------------------------------------ | --- | --- | --- | --- | --- | --- | --- | --- | --- |
| Bekasi City                                |     |     |     |     | 2–0 | 1–0 |     |     |     |
| Dejan                                      |     |     |     |     |     | 1–0 | 2–2 |     | 1–0 |
| Persikabo 1973                             | 0–1 | 5–2 |     | 1–2 | 2–4 |     |     |     |     |
| Persikota                                  | 2–1 | 3–1 |     |     | 1–0 |     | 0–1 | 4–6 |     |
| Persiraja                                  |     |     |     |     |     |     | a   | 1–1 | 1–0 |
| PSKC                                       |     |     |     |     | 0–3 |     | 1–0 | 1–0 |     |
| PSMS                                       | 0–0 |     | 4–1 |     | a   |     |     |     |     |
| PSPS                                       | 0–0 | 2–0 | 3–1 |     |     |     |     |     |     |
| Sriwijaya                                  |     |     | 5–1 | 0–0 |     | 1–1 | 0–0 |     |     |
| Câștigă gazdele; Remiză; Câștigă oaspeții. |     |     |     |     |     |     |     |     |     |

### Grupul de mijloc

#### Clasament
| Loc | Echipă              | Pct. | MJ | V | E | Î | GM | GP | DG  | Calificare                 |
| --- | ------------------- | ---- | -- | - | - | - | -- | -- | --- | -------------------------- |
| 1.  | Nusantara United    | 13   | 7  | 3 | 4 | 0 | 8  | 5  | +3  | Calificare în Campionat    |
| 2.  | Persijap            | 12   | 6  | 3 | 3 | 0 | 8  | 1  | +7  | Calificare în Campionat    |
| 3.  | PSIM                | 11   | 6  | 3 | 2 | 1 | 11 | 4  | +7  | Calificare în Campionat    |
| 4.  | Bhayangkara Presisi | 11   | 6  | 3 | 2 | 1 | 7  | 3  | +4  | Calificare în Retrogradare |
| 5.  | Adhyaksa            | 9    | 6  | 3 | 0 | 3 | 10 | 7  | +3  | Calificare în Retrogradare |
| 6.  | Persiku             | 7    | 6  | 1 | 4 | 1 | 2  | 2  | 0   | Calificare în Retrogradare |
| 7.  | Persekat            | 6    | 6  | 2 | 0 | 4 | 8  | 11 | −3  | Calificare în Retrogradare |
| 8.  | Persipa             | 5    | 7  | 1 | 2 | 4 | 5  | 11 | −6  | Calificare în Retrogradare |
| 9.  | Persikas            | 1    | 6  | 0 | 1 | 5 | 5  | 20 | −15 | Calificare în Retrogradare |

#### Rezultate
| Oaspeți ► Gazde ▼                          | AKS | BFC | NFC | TGL | JAP | PES | KDS | PTI | JOG |
| ------------------------------------------ | --- | --- | --- | --- | --- | --- | --- | --- | --- |
| Adhyaksa                                   |     |     |     |     |     | 5–0 | 1–0 | 3–1 |     |
| Bhayangkara Presisi                        | 1–0 |     |     |     |     |     |     | 1–0 | 0–1 |
| Nusantara United                           | 2–1 |     |     |     | 0–0 |     | 0–0 |     | 1–1 |
| Persekat                                   |     | 1–4 | 1–2 |     |     |     |     | 2–0 |     |
| Persijap                                   |     |     |     | 1–0 |     | 3–0 |     | 3–0 |     |
| Persikas                                   |     | 1–1 | 1–2 | 3–4 |     |     |     |     |     |
| Persiku                                    |     | 0–0 |     | 1–0 | 1–1 |     |     |     |     |
| Persipa                                    |     |     | 1–1 |     |     |     | 0–0 |     | 3–1 |
| PSIM                                       | 3–0 |     |     |     | 0–0 | 5–0 |     |     |     |
| Câștigă gazdele; Remiză; Câștigă oaspeții. |     |     |     |     |     |     |     |     |     |

### Grupul de Est

#### Clasament
| Loc | Echipă         | Pct. | MJ | V | E | Î | GM | GP | DG | Calificare                 |
| --- | -------------- | ---- | -- | - | - | - | -- | -- | -- | -------------------------- |
| 1.  | Persibo        | 15   | 5  | 5 | 0 | 0 | 10 | 4  | +6 | Calificare în Campionat    |
| 2.  | Persipal       | 10   | 5  | 3 | 1 | 1 | 8  | 4  | +4 | Calificare în Campionat    |
| 3.  | Deltras        | 9    | 5  | 2 | 3 | 0 | 7  | 3  | +4 | Calificare în Retrogradare |
| 4.  | Persela        | 8    | 5  | 2 | 2 | 1 | 5  | 5  | 0  | Calificare în Retrogradare |
| 5.  | Gresik United  | 7    | 5  | 2 | 1 | 2 | 5  | 3  | +2 | Calificare în Retrogradare |
| 6.  | RANS Nusantara | 5    | 5  | 1 | 2 | 2 | 2  | 7  | −5 | Calificare în Retrogradare |
| 7.  | Persipura      | 1    | 5  | 0 | 1 | 4 | 1  | 6  | −5 | Calificare în Retrogradare |
| 8.  | Persewar       | 0    | 5  | 0 | 0 | 5 | 4  | 10 | −6 | Calificare în Retrogradare |

#### Rezultate
| Oaspeți ► Gazde ▼                          | DTS | GRS | PSL | WAR | PSB | PAL | PSP | RFC |
| ------------------------------------------ | --- | --- | --- | --- | --- | --- | --- | --- |
| Deltras                                    |     |     |     | 2–0 |     | 1–1 | 2–0 |     |
| Gresik United                              |     |     |     | 1–0 |     |     | 0–0 | 3–0 |
| Persela                                    | 2–2 |     |     |     |     |     |     | 1–1 |
| Persewar                                   |     |     | 0–1 |     | 2–3 |     | a   |     |
| Persibo                                    |     | 2–1 | 2–0 |     |     | 1–0 |     |     |
| Persipal                                   |     | 1–0 |     | 3–2 |     |     |     |     |
| Persipura                                  |     |     | 0–1 | a   | 1–2 |     |     |     |
| RANS Nusantara                             | 0–0 |     |     |     |     | 0–3 | 1–0 |     |
| Câștigă gazdele; Remiză; Câștigă oaspeții. |     |     |     |     |     |     |     |     |

Notes:
1. ↑  Situat în Surakarta.
2. ↑  Situat în Tegal și împărțirea terenului cu Persekat Tegal.
3. ↑  Situat în Tangerang de Sud.
4. ↑  Întrucât orașul Nusantara este încă în construcție până cel puțin în 2024, Nusantara United se va baza temporar în orașul Salatiga.
5. ↑  Situat în Boyolali.
6. ↑  Situat în Jayapura și împărțirea terenului cu Persipura Jayapura.
7. ↑  Situat în Bandung.

## Legături externe
- Site web oficial